# Легенда про княгиню Ольгу
«Леге́нда про княги́ню О́льгу» (рос. «Легенда о княгине Ольге») — український радянський двосерійний історичний художній фільм режисера Юрія Іллєнка. Прем'єра фільму відбулася 27 лютого 1984 року.

## Україномовна версія фільму
У 1984 році кіностудії Довженка заборонили створення україномовної версії фільму, у прокат вийшла лише російськомовна версія: тодішнє радянське керівництво вирішило, що Ольга та Володимир ніяк не могли розмовляти українською, лише російською. Український дубляж стрічки зробили аж у 2015 році, через 31 років після появи фільму.
Всеукраїнська прем’єра україномовної версії кінокартини Юрія Іллєнка «Легенда про княгиню Ольгу» відбулася в ефірі каналу ICTV 24 серпня, в День Незалежності, 2015 року. Фільм подивилося більше ніж 2,8 млн українців. 
Переклад стрічки здійснений за підтримки Державного агентства України з питань кіно, Національної кіностудії художніх фільмів імені Олександра Довженка, телеканалу ICTV та студії KWA sound production.

## Сюжет
Фільм у поетичній формі літописів і переказів розповідає історію княгині Ольги, керманички Київської Русі кінця IX — початку X століть. Це розповіді трьох людей, що по-різному ставляться до Ольги: ченця Арефи, ключниці Малуші та онука Володимира.

## Акторський склад
- Людмила Єфименко — княгиня Ольга
- Лесь Сердюк — князь Святослав Ігорович «Хоробрий», син Ольги
- Іван Іванов — Володимир за малих літ
- Костянтин Степанков — воєвода Свенельд
- Іван Миколайчук — князь Володимир Святославич Красне Сонечко, син Святослава, онук Ольги, Великий князь Київський
- Іван Гаврилюк — Рус, коханець Ольги (убитий за наказом князя Ігоря)
- Дмитро Миргородський — грек Арефа, чернець
- Микола Олялін — Віщий Олег, князь київський
- Світлана Ромашко — ключниця Малуша, кохана Святославова, мати Володимирова
- Георгій Морозюк — гонець Вівера
- Олександр Денисенко — князь Ігор, чоловік Ольги, батько Святослава
- Віктор Демерташ — деревлянський князь Мал
- Юрій Дубровін — людина «Дерево-хмара»
- Михайло Голубович — німий конюх, слуга князя Ігоря
- Леонід Оболенський — волхв Ільм
- Олександр Загребельний — воїн-пісельник
- Іван Савкін — новгородський воєвода
- Пилип Іллєнко — князь Святослав за малих літ
- Микола Вороненко — епізод
- Віктор Панченко — посланець деревлян
- Олександр Пархоменко — епізод
- Наталія Гура — епізод
- Євген Коваленко — епізод
- Олексій Колесник — епізод
- І. Марчук — епізод
- Валерій Міхєєв — епізод
- А. Нестор — епізод
- А. Великодній — епізод
- А. Коницький — епізод
- О. Стасюк — епізод
- В. Литвак — епізод
- Віктор Маляревич — епізод
- Юрій Мисенков — епізод
- Юрій Рибальченко — епізод
- Ігор Шкурин — епізод
- Світлана Александрова — дівчинка-деревлянка
- Влад Комаров — епізод.

## Знімальна група
- Автор сценарію і режисер-постановник: Юрій Іллєнко
- Оператор-постановник: Вілен Калюта
- Художники-постановники: Василь Безкровний, Cофронов Валерій
- Художник-постановник по костюмам: Ірина Бойчук
- Художник по гриму: Алевтина Лосєва
- Композитор: Євген Станкович
- Звукооператор: Віктор Брюнчугін
- Режисер: Вітольд Янпавліс
- Оператори: Майя Степанова, Олександр Шумович
- Комбіновані фільмування:
  - оператор: Олександр Пастухов
  - художник: Михайло Полунін
- Художники-декоратори: Юрій Тишкевич, Г. Усенко, В. Рожков
- Фрески художника П. Редько
- Монтажер: Елеонора Сумовська
- Редактор: Володимир Сосюра
- Асистенти:
  - режисера: Г. Горичева, В. Волошин, В. Капітоненко, М. Федюк, С. Олійник
  - оператора: В. Белощук, І. Іванов, А. Шигаєв
  - художника по костюмах: Н. Совтус
- Художник-фотограф: Л. Крітенко
- Піротехнік: В. Сукалов
- Державний симфонічний оркестр театру опери та балету ім. Т. Г. Шевченка, диригент — Степан Турчак
- Директор картини: Микола Весна.

## Український дубляж
Фільм дубльовано студією KWA Sound Production на замовлення телеканалу ICTV у 2015 році.
- Літературна адаптація перекладу: Дмитра і Віталія Капранових
- Режисер дубляжу: Максим Кондратюк
- Звукорежисер: Артем Мостовий
- Ролі дублювали: Княгиня Ольга — Людмила Єфименко, князь Святослав — Олександр Ярмола (фронтмен гурту «Гайдамаки»), князь Мал — Віктор Демерташ, Малуша — Римма Зюбіна, князь Володимир — Олександр Ігнатуша, князь Володимир в юності — Костянтин Войтенко, грек Арефа — Олег Стальчук, Воєвода Новгородський — Юрій Висоцький, Ільм — Богдан Бенюк, Свенельд — Андрій Мостренко, Рус — Павло Скороходько, Вівера — Олександр Завальський, Дерево-хмара — Борис Георгієвський, жриця — Людмила Суслова та інші.

## Нагороди
- 1984 рік — Приз за найкращу операторську роботу (Вілен Калюта) на Всесоюзному фестивалі.